# Velika Bresnica
Velika Bresnica (cyr. Велика Бресница) – wieś w Serbii, w okręgu braniczewskim, w gminie Kučevo. W 2011 roku liczyła 235 mieszkańców.